# Juegos de azar en Georgia

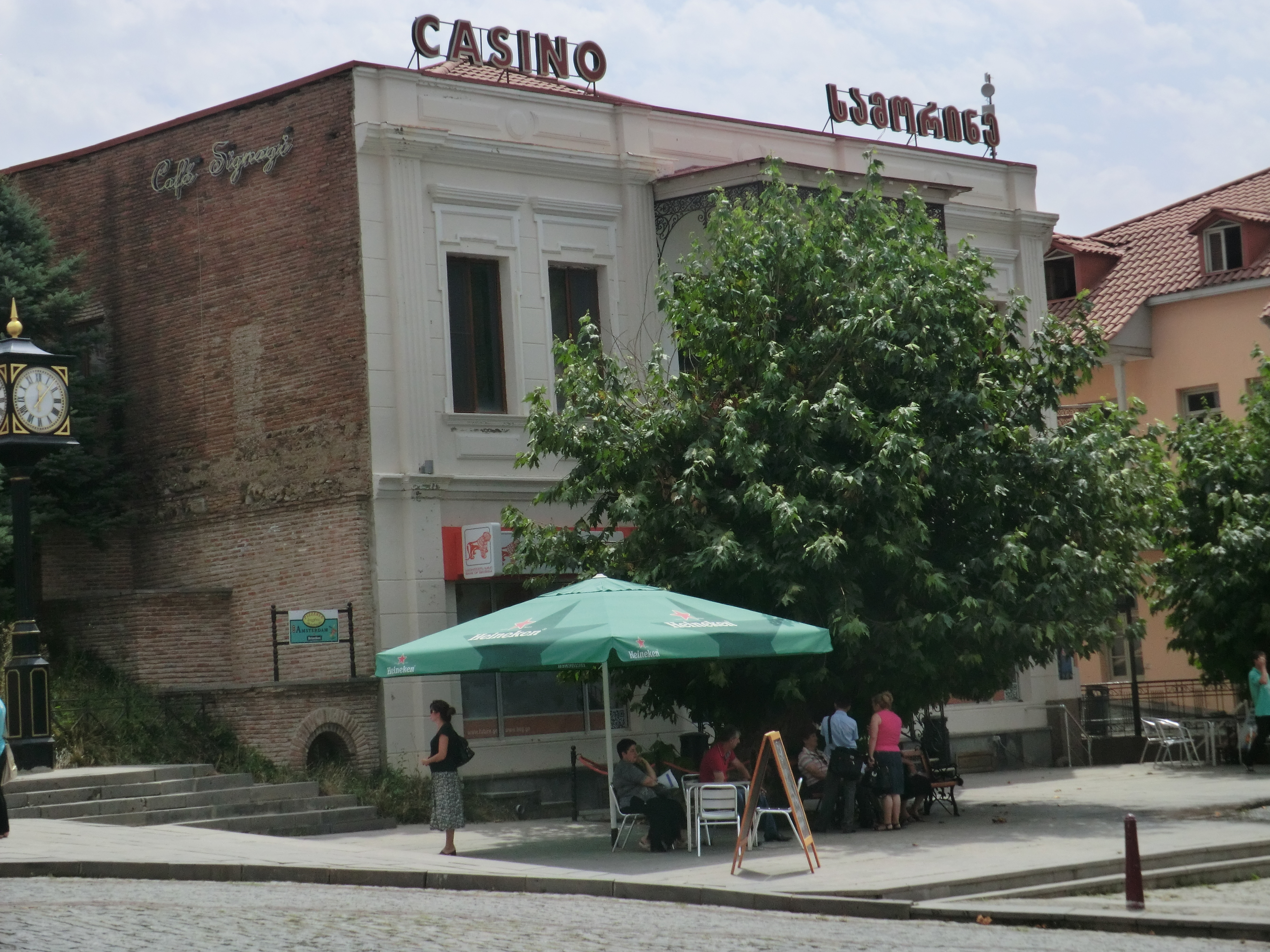
Casino en Signagi.

Los juegos de azar en Georgia han sido legales desde 1990, cuando se liberalizaron las leyes sobre juegos de azar en Georgia. Sin embargo, antes de eso hay una historia de instalaciones de juego en Georgia que se remonta a 1921. Los juegos de azar estuvieron prohibidos en Georgia durante la era soviética. En la década de 2000, los juegos de azar experimentaron un crecimiento significativo en Georgia. En 2013, un mínimo del 1,4% del presupuesto estatal de Georgia provino de fuentes de juegos de azar; mientras que a finales de la década de 2010 y hasta el presente, los problemas con el juego se han convertido en un problema bastante importante en Georgia.

## Tipos de instalaciones
Hay siete tipos diferentes de instalaciones de juego en Georgia. Estos son: casinos, clubes de tragamonedas, totalizadores, salas de bingo, loterías y clubes de juego. De todas esas instalaciones, la que tiene más totalizadores, con 93 instalaciones a 2014. Los casinos en Georgia son casinos comerciales que tienen juegos de mesa y casi todos también tienen máquinas tragamonedas. Los propios clubes de tragamonedas solo tienen máquinas tragamonedas y no tienen juegos de mesa.

## Ubicación de las instalaciones de juego
Muchas de las instalaciones de juego en Georgia se encuentran en Tiflis y Batumi. Gran parte del juego en Batumi está dirigido a turistas turcos, debido a la relativa proximidad de Batumi a Turquía, y a que el juego de azar en Turquía es en su mayor parte ilegal. Algunos de los casinos de Batumi tienen banderas turcas en el exterior; más de 750 000 turistas turcos visitaron Batumi en 2011. Las tarifas de licencia varían según dónde se vayan a abrir los casinos, desde estar exentos del pago de tarifas en el municipio de Kazbegui, el municipio de Tsjaltubo, el municipio de Signagi, Bakuriani y Gudauri hasta ₾ 100 000 en el municipio de Ajaltsije y ₾ 5 000 000 en Tbilisi.

## Juego problemático y respuesta legislativa
Ha habido un aumento en los problemas con el juego en Georgia, y un estudio encontró que en 2021, el 12% de los estudiantes de secundaria fueron descritos como jugadores problemáticos. Esto llevó al gobierno a introducir nuevas regulaciones en 2021 que entrarán en vigor por etapas y entrarán en vigor el 1 de julio de 2024 y que crearán leyes mucho más estrictas en torno a los juegos de azar. Las nuevas leyes elevarán a 25 la edad de juego en línea y de casino para los ciudadanos georgianos, que anteriormente era de 18 y 21 años respectivamente. También restringe a aquellos que reciben asistencia del gobierno y a aquellos que son empleados del gobierno. También se ha creado una lista de exclusión que puede ser una autoexclusión voluntaria o uno puede ser excluido en función de una solicitud de un miembro de la familia y la determinación de un tribunal después de dicha solicitud de que uno tiene adicción al juego.